# Chaetocosmetes javanus
Chaetocosmetes javanus är en skalbaggsart som beskrevs av Moser 1917. Chaetocosmetes javanus ingår i släktet Chaetocosmetes och familjen Melolonthidae. Inga underarter finns listade i Catalogue of Life.